# L'Enseignement du mépris
L'Enseignement du mépris : vérité historique et mythes théologiques est un ouvrage de Jules Isaac édité en 1962, un an avant la mort de son auteur, aux éditions Fasquelle, et réédité chez Grasset en 2004.
Il est composé de deux parties et plusieurs annexes. Le texte principal, éponyme, est suivi du texte d'une conférence que Jules Isaac a prononcée le mardi 15 décembre 1959 à la Sorbonne ; originellement intitulée « Du redressement nécessaire de l'enseignement chrétien concernant Israël », elle est éditée aux éditions Fasquelle en 1960 sous le titre de « L'antisémitisme a-t-il des racines chrétiennes ? ».
Cet ouvrage traite des « préjugés antijuifs, les sentiments de méfiance, de mépris, d'hostilité et de haine à l'égard des Juifs, qu'ils soient de religion israélite ou simplement de famille juive ».
Les développements que Jules Isaac effectue dans ce texte sont repris régulièrement par plusieurs historiens et l'expression « enseignement du mépris » est entrée dans le langage historique pour y traiter des siècles d'enseignement chrétien vis-à-vis des Juifs. Michel Winock écrit dans La France et les Juifs : « Dans le résumé de l'histoire sainte du catéchisme modèle du diocèse de Paris, on peut lire : « Jérusalem périt sans ressource, le temple fut consommé par le feu, les Juifs périrent par le glaive. Alors ils ressentirent les effets du cri qu'ils avaient fait contre le Sauveur : Son sang soit sur nous et sur nos enfants. La vengeance de Dieu les poursuit, et partout ils sont captifs et vagabonds. ». En contradiction avec le Catéchisme du concile de Trente (1566), pour lequel ce n'étaient pas les Juifs qui étaient coupables de la mort du Christ, mais les hommes « depuis le commencement du monde jusqu'à ce jour », nombre de catéchismes et d'ouvrages paracatéchitiques colporteront la fable du « peuple déicide » jusqu'au cœur du XXe siècle. L'« enseignement du mépris », qui remontait aux pères de l'Église, selon Jules Isaac, était donné aux enfants par le catéchisme. ».
Léon Poliakov, dans son Histoire de l'antisémitisme, écrivait en 1993 : « En son temps, l'historien français Jules Isaac, dont toute la famille avait été gazée à Auschwitz, mettait l'accent dans ses travaux sur le funeste legs chrétien, et celui-ci a fortement contribué à la spectaculaire révision de l'enseignement, en premier lieu celui de l'Église catholique » L'enseignement du mépris se concentre effectivement sur les origines chrétiennes de l'antisémitisme : « L'Église, écrit encore Poliakov, comme le montrait à l'époque les travaux de l'historien Jules Isaac (Jésus et Israël, 1948), avait développé depuis des siècles « un enseignement du mépris » qui n'était plus tolérable. »
Renée Neher-Bernheim, dans son Histoire juive de la Révolution à l'État d'Israël, écrit : « À Aix-en-Provence, Jules Isaac, retrouvant une nouvelle vigueur, malgré la mort à Auschwitz de sa femme et de sa fille, oriente ses travaux dans une direction entièrement différente de celle d'avant-guerre : devenu pionnier de l'amitié judéo-chrétienne au sens le plus noble, il en appelle à la conscience des chrétiens au lendemain d'un massacre qui n'a pu être perpétré en pays chrétiens qu'en raison d'un séculaire « enseignement du mépris », selon la formule qu'il a forgée. » Il rencontra Jean XXIII qui inspira le texte Nostra Ætate« et dont la déclaration sur les Juifs mettait fin à un enseignement séculaire du « mépris ». »

## Synthèse de l'ouvrage
Les titres de la synthèse ci-dessous proviennent directement du découpage opéré par Jules Isaac lui-même dans son ouvrage.

### Introduction

#### «L'antisémitisme est profondément enraciné en chrétienté»
Jules Isaac commence son ouvrage en affirmant qu'« il y a un antisémitisme chrétien. Toujours vivace et virulent. En étendue, en profondeur. Conscient ou subconscient. [...] Dans leur grande majorité les chrétiens – ou reconnus comme tels – sont antisémites. Car même chez les meilleurs [chrétiens], ceux-là mêmes qui ont engagé contre l'antisémitisme nazi le plus généreux combat, il est aisé de relever les traces d'un antisémitisme en quelque sorte subconscient. ». L'affirmation de Jules Isaac n'est ni gratuite ni dénuée de fondement, car il va s'atteler, tout au long de son livre, références historiques à l'appui, de démontrer ce qu'il affirme ici.
Il commence par citer une série de passages d'ouvrages qui montrent « la constante déformation de l'histoire juive par les théologiens chrétiens » : Pax nostra du Révérend Père Fressard (1936), les articles du professeur J. Leenhardt de Genève (de 1938 à 1941), le propre ouvrage de Jules Isaac Jésus et Israël (1948), ou l'enquête du Révédend Père Démann, La catéchèse chrétienne et le peuple de la Bible (1952).

#### L'«universalité» de l'antisémitisme n'a pas de fondement historique
Pour Jules Isaac, ceux qui affirment que l'antisémitisme a toujours existé, bien avant l'ère chrétienne, et que « le responsable [de l'antisémitisme] serait le peuple juif lui-même par son intransigeance religieuse, son séparatisme, son « inassimilation persistante » au sein des autres peuples », ne s'appuient sur aucun fait historique. Jules Isaac mentionne que « les Juifs déportés en Chaldée au VIe siècle avant Jésus-Christ y ont vécu paisiblement et prospéré pendant plusieurs siècles ; Babylone est devenue un des principaux foyers du judaïsme » ; les Juifs se sont parfaitement intégrés dans la population chinoise. Il est donc faux de dire que les Juifs ne s'assimilent pas et que l'antisémitisme serait dû à leur comportement sectaire. « On pourrait même soutenir, ajoute Jules Isaac, qu'Israël a toujours eu le génie de l'assimilation. » Si on doit reconnaitre une piété juive fidèle à la Torâ, on doit reconnaitre celle-ci, comme tout séparatisme, comme ayant « engendré des réactions de méfiance, d'hostilité, de mépris par incompréhension. » Jules Isaac précise que cette piété religieuse a été nécessaire, notablement pour transmettre le monothéisme aux chrétiens et aux musulmans dans un monde païen.

#### L'antisémitisme païen n'a jamais été développé
Jules Isaac précise que l'antisémitisme païen et les persécutions juives ont certes existé avant l'ère chrétienne, comme le mentionne la Bible aux livres de l' Exode, d' Esther, des Macchabées, mais cette source-ci de l'antisémitisme est le fruit d'une rivalité économique entre Grecs et Juifs. Quant aux Romains, ils reprochaient aux Juifs leur monothéisme et le sabbat, attaqué comme un signe de paresse qui s'est propagé dans tout l'Empire romain. Cependant, les persécutions dans le monde païen ont été épisodiques et les Juifs ont été, par exemple par les Ptolémées d'Égypte, employés comme soldats, douaniers, colons, agents du fisc ; la religion juive fut la seule licita dans l'Empire romain. Tout ceci n'a rien à voir avec le « mépris » et la « haine universelle » attribuée aux Juifs. « Il n'est pas vrai non plus, poursuit Jules Isaac, de soutenir que, dès les temps anciens, les Juifs ont déployé « ces dons de manieurs d'argent qui les rendirent si célèbres ». Pour l'époque romaine sous l'Empire, Marcel Simon dans un livre qui fait autorité, Verus Israël, écrit : « À considérer l'ensemble de l'Empire, la population juive comporte une large majorité de petites gens... ce qu'on reproche le plus souvent aux Juifs, ce n'est pas d'être cousus d'or, mais bien plutôt d'être loqueteux et sordides ». »

#### La nocivité et la persistance de l'antisémitisme chrétien
Après avoir rappelé que le christianisme est né au sein du judaïsme, qu'il a été une simple secte juive à l'origine et que, par la voix de ses apôtres juifs, il s'est efforcé de rallier les masses juives, Jules Isaac « constate » qu'à partir du moment où le christianisme s'oriente vers les peuples païens et s'affranchit de la loi mosaïque, il se heurte forcément à l'hostilité du judaïsme fidèle à la Torâ. « Pour l'apostolat chrétien en terre païenne, écrit Jules Isaac, rien n'est plus gênant, plus irritant que l'opposition passionnée des Juifs partout rencontrée, leur refus de reconnaitre Jésus comme Christ (ou Messie) et Fils de Dieu ». De là vient la volonté, de la part de l'apologétique chrétienne visible dans les Évangiles canoniques mais aussi apocryphes, de discréditer le peuple juif. Jules Isaac cite Marcel Simon (Verus Israël) : « À la différence de l'antisémitisme païen, qui traduit le plus souvent une réaction spontanée, exceptionnellement dirigée et organisée [l'antisémitisme chrétien] poursuit un but très précis : rendre les Juifs odieux. [...] Il est au service de la théologie et est nourri par elle ; il puise ses arguments... dans une certaine exégèse des écrits bibliques interprétés... comme un long réquisitoire contre le peuple élu. ». « Ainsi, écrit Jules Isaac, s'est constitué un enseignement dit chrétien qui mérite le nom d'enseignement du mépris, et dont j'ai démontré que « nulle arme ne s'est révélée plus nocive, plus redoutable » pour le judaïsme et les Juifs. » Il s'agit ici non pas de combattre la foi chrétienne, mais de lutter pour la vérité historique, contre ce qui est « plus encore une routine qu'une tradition, faite de préjugés invétérés, des plus détestables habitudes d'esprit et de cœur, et de langage. »

### Trois thèmes de l'enseignement du mépris

#### La dispersion, châtiment providentiel de la crucifixion
Jules Isaac précise que, pour ce qui est de la dispersion du peuple juif (la diaspora de son nom grec), on doit distinguer entre mythe théologique et fait historique.

##### La Dispersion comme mythe théologique

###### La théologie chrétienne enseigne que la dispersion a eu lieu en 70apr. J.-C.et qu'elle est le châtiment divin de la Crucifixion
Jules Isaac affirme que la théologie « enseigne communément que la Dispersion d'Israël est un châtiment de Dieu, providentiel » à la suite de la crucifixion de Jésus dont le peuple juif est accusé d'être coupable (voir plus bas, chapitre Le peuple déicide). Il ajoute que l'Histoire n'a rien à dire à cela et que chaque religion a montré que les malheurs qui les frappent sont « le châtiments de leurs péchés, châtiment voulu par Dieu », et que la théologie juive et chrétienne sont d'accord sur ce point. Ce qui étonne Jules Isaac, c'est que la mise en croix de Jésus se situe vers les années 29 ou 30, et que la Dispersion d'Israël doit se situer de peu après cette date. La théologie chrétienne, au contraire, enseigne que la Dispersion est intervenu en 70, « Année réellement néfaste pour Israël, car c'est l'année de la prise de Jérusalem par Titus, fils de Vespasien empereur, après quatre ans d'une des guerres les plus rudes, les plus meurtrières soutenues par le grand et puissant empire romain [...] contre un petit peuple rebelle, les Juifs de Palestine. » L'année 70, précise Jules Isaac, est également l'année de la destruction du second temple, « sanctuaire unique de l'orthodoxie yahviste ».
Jules Isaac cite plusieurs textes théologiques chrétiens majeurs qui affirment tous que l'année 70 est la fin de la nation juive et sa dispersion dans le monde entier : Origène cité par Marcel Simon, Contre Celse, I, 47 ; Saint Augustin, de la cité de Dieu, XVIII, 46 ; Cf. Tiollier, Saint Grégoire le Grand et les Juifs  : que des références des « auteurs les plus vénérables » pour la théologie chrétienne. Jules Isaac relève que le thème est repris principalement « sur le ton du mépris » ; il relève particulièrement un passage qu'il a lu dans un texte apologétique oriental du VIIe siècle : « Couverts d'opprobre et rejetés d'auprès de tous les peuples depuis le moment où le Christ a été crucifié, [les Juifs] ont été dispersés, ils sont devenus les serviteurs des peuples de toute la terre, parce qu'ils n'ont pas cru au Christ. » « De savantes études, écrit Jules Isaac plus loin, ont été publiées sur la Dispersion d'Israël, d'excellentes synthèses sur l'Histoire d'Israël. Peu importe, la tradition est fixée, rien ne peut l'ébranler. La même affirmation reparaît aussi catégorique, aussi intrépide [...] »
Et Jules Isaac de citer à nouveau des passages d'auteurs chrétiens majeurs, comme Braun, Où en est le problème de Jésus ? ; Fessard, Pax nostra ; F. Prat, Jésus-Christ ; Berard, Saint Augustin et les Juifs ; F. Vernet, dans le Dictionnaire de théologie catholique ;Fr. J.-H. Leenhardt, L'antisémitisme et le mystère d'Israël ; J. Bosc, Le mystère d'Israël ; K. Barth, La réponse chrétienne au problème juif.

###### Affirmation passée dans les livres d'histoire
Jules Isaac raconte une anecdote pour montrer à quel point l'affirmation que la dispersion des Juifs a eu lieu en 70 apr. J.-C. et qu'elle est le châtiment divin de la Crucifixion a été tellement répétée qu'elle en était devenue une affirmation « acquise ». Dans son livre Jésus et Israël, paru en 1948, Jules Isaac cite cette affirmation trouvée dans un manuel de certificat d'études publié en 1947 (destinés aux jeunes de 13-14 ans) faite sur « le ton coutumier du mépris à l'égard des Juifs » : « « [Après la Crucifixion], le châtiment des juifs déicides ne se fit pas attendre. Trente six ans après la mort du Sauveur, l'empereur romain Titus s'empara de Jérusalem... Les Juifs, dispersés à travers le monde, n'ont jamais pu réformer une nation » (1948, proclamation de l'indépendance de l'État d'Israël). « Ils ont erré partout, considérés comme une race maudite, objet du mépris des autres peuples. » Résultat immédiat de ma citation, ajoute Jules Isaac : un des auteurs de ce manuel m'a très dignement exprimé son regret d'avoir laissé passer de telles formules. Espérons qu'elles ont été corrigées par la suite. Mais si elles n'avaient pas été signalées ? »
Depuis la publication de son livre Jésus et Israël, Jules Isaac précise que des chrétiens ont entrepris une « laborieuse enquête, à travers plus de deux mille ouvrages d'enseignement catholique de langue française alors en usage ». Les résultats, publiés dans La catéchèse chrétienne et le peuple de la Bible, sont sans appel : « Les enquêteurs constatent : « Jésus-Christ a prédit la ruine de Jérusalem et la dispersion du peuple juif comme châtiment du rejet de son Messie : telle est la thèse classique répétée par la quasi-totalité des manuels », et ils ajoutent courageusement : « Thèse que ni l'évangile, ni l'histoire ne suggèrent. » »
Jules Isaac ajoute que les auteurs de manuels (dont il était) ont des circonstances atténuantes en ceci qu'ils ne font qu'aller puiser à des sources reconnues fiables, et l'affirmation sur la dispersion des Juifs avait tellement été répétées par de nombreux auteurs que la chose était acquise. Jules Isaac cite même des auteurs juifs qui font le même genre d'affirmations ; ou des historiens professionnels ou savants qualifiés. Non sans ironie, il relève le même genre d'erreur dans la grande Histoire de l'Église, de Fliche et Martin, dans un passage qui fut rédigée sous la plume de Louis Bréhier, professeur de faculté, membre de l'Institut.

##### La Dispersion comme fait historique

###### La dispersion a commencé un demi-millénaire avant l'ère chrétienne
« Du seul point de vue de l'Histoire objective, écrit Jules Isaac, la Dispersion d'Israël apparait comme un phénomène d'une complexité et d'une ampleur sans pareilles : elle s'étend sur un très grand nombre de siècles, antérieurs et postérieurs à Jésus-Christ, mais principalement antérieurs. Ses causes, ses caractères, ses aspects sont d'une infinie diversité. On ne peut donc en retracer les phases principales qu'au prix d'une simplification périlleuse. »
Jules Isaac va citer par exemple Alphonse Causse, lequel fait référence à un texte biblique qui permet de remonter au temps d'Achab, roi d'Israël, au IXe siècle av. J.-C., où le peuple hébreu aurait alors essaimé en Syrie, à Damas, où un quartier de la ville lui fut réservé. Mais selon Jules Isaac, la « Dispersion ne commence à prendre quelque ampleur qu'après la destruction successive des deux petits États hébreux, du royaume d'Israël par l'assyrien Sargon (722), du royaume de Juda par le Chaldéen Nabuchodonosor (586). ». Il explique que chacune des conquêtes fut accompagnée de son lot de déportations plus ou moins massives en direction de la Mésopotamie et la fuite des populations apeurées vers l'Égypte. Les déportés mésopotamiens s'accommodèrent de leur sorts de cultivateurs, artisans ou marchands. « Ce qui tendrait à prouver, ajoute Jules Isaac, que la cruauté humaine a fait quelques progrès depuis les "cruels" Assyriens (des déportations faites par nos contemporains nazis, combien sont revenus ?). » Jules Isaac mentionne en effet que lorsque Cyrus, cinquante ans plus tard, permis aux exilés de retourner en Terre Promise, en Terre Sainte, « il semble bien qu'une minorité seule accepta et prit le chemin du retour; la majorité choisit de demeurer sur la terre d'exil, preuve qu'elle ne s'y trouvait pas trop mal ».
Par conséquent, plus de 500 ans avant Jésus-Christ, mis à part le foyer palestinien reconstitué autour du Temple rebâti, « le peuple hébreu eut deux autres principales régions de résidence, la Mésopotamie (Babylone surtout) et l'Egypte. [...] Il y a donc, dès le milieu du premier millénaire avant Jésus-Christ, une importante diaspora. »

###### La dispersion s'est étendue après les conquêtes d'Alexandre et l'hellénisation de l'Orient (IVe–IIesiècleav. J.-C.)
« Après la mort d'Alexandre, écrit Jules Isaac, dans les guerres incessantes qui mirent aux prises ses successeurs, et notamment les deux grandes puissances hellénistiques, la monarchie égyptienne des Lagides (ou Ptolémées) et la monarchie syrienne des Séleucides, la Palestine, par sa situation même, servit souvent de champ de bataille et passa d'une domination à l'autre ». De là est venu « la vente sur les marchés d'esclaves de milliers de captifs judéens », mais l'émancipation arrivaient pour beaucoup de ces esclaves : ils étaient « aidés par leur coreligionnaires et renforçaient ainsi les communautés juives de la diaspora, ou en constituaient de nouvelles. ».
Jules Isaac précise encore que les Judéens étaient utilisés pour former des colonies. « Le plus ancien exemple connu est la colonie juive d'Éléphantine, sur laquelle on possède des documents du Ve siècle, mais qui remonte au VIe, peut-être même au VIIe siècle. »
Les Judéens peuplaient aussi des villes comme Alexandrie, « devenue en peu de temps la plus grande ville et le plus grand marché, le plus grand centre intellectuel d'Orient, ville mi-grecque mi-juive (d'où une ardente concurrence économique qui devait faire d'Alexandrie le principal foyer de l'antisémitisme païen). »
Plusieurs milliers de Judéens ont été transportés par les Lagides et les Séleucides dans diverses parties de leur empire, principalement dans les zones frontières. Jules Isaac cite Antiochos III le Grand qui écrit au satrape de Lydie pour l'informer qu'il va envoyer « deux mille familles judéennes » dans des places fortes importantes de son empire. À la génération suivante, Demetrios Ier écrit à l'hasmonéen Jonathan pour enrôler 30 000 hommes, demande qui est refusée, « mais elle semble prouver que la Judée [...] a servi de marché à soldats. ». L'armée égyptienne a aussi en son sein des Judéens. Jules Isaac cite Onias, un de ces généraux juifs, qui « reçoit de Ptolémée VI, en récompense de ses bons services, le don d'un temple égyptien désaffecté, à Léontopolis, dès lors et pour plus de deux ans consacré au culte de Yahvé. ».

###### La dispersion s'est étendue dans le monde méditerranéen avec la conquête romaine et la fondation du grand Empire romain
Lors de l'installation de la paix romaine (l'administration et le système légal romain pacifiaient les régions qui avaient souffert des querelles entre chefs rivaux) s'ouvrit la troisième grande phase de la Diaspora juive. Selon Jules Isaac, « cette troisième et dernière phase va du second siècle avant Jésus-Christ au début du IVe siècle après Jésus-Christ où commence l'empire chrétien ». Les judéens se sont surtout appuyé sur l'essor de la vie économique et des échanges pour se déplacer dans tout l'occident (Italie, Gaule, rhenanie, Espagne, Maghreb), mais « la vente des esclaves a continué d'être une des sources principales de la Diaspora [...]. La prise de Jérusalem par Pompée (63 avant Jésus-Christ) eut pour conséquence la vente de milliers de captifs sur le marché de Rome. Il y avait, dès cette époque, une communauté juive à Rome; renforcée d'esclaves affranchis, elle grossit rapidement et ne tarda pas à prendre, dans la vie romaine, publique et privée, une place importante. » Jules Isaac explique que l'observance religieuse empêcha ces communautés de se faire absorber par le milieu paien.
« Telle était la situation avant la venue du Christ, écrit Jules Isaac. La Diaspora est un fait accompli. » Il cite le géographe grec Strabon qui mentionne la présence de Judéens dans beaucoup de pays. Jules Isaac précise qu'il est très difficile de donner une évaluation numérique de la population juive dans l'Empire romain : « les évaluations varient selon les historiens, les chiffres les plus probables étant de six à sept millions, dont deux millions dans la Palestine juive. La population globale de l'Empire à la même époque ne dépassant guère soixante millions d'habitants, l'importance relative de l'élément juif était donc beaucoup plus grande que de nos jours [...] L'historien Baron estime que, dans les provinces orientales de l'Empire on devait compter près de 20 Juifs sur cent habitants »

###### La Diaspora ne s'est pas achevée en 70apr. J.-C.
Il suit de ce qui précède, selon jules Isaac, que c'est un contresens de situer la Dispersion d'Israël en l'an 70 apr. J.-C., au moment de la prise de Jérusalem par Titus. « Aucune source valable ne suggère, comme on nous l'assure, que le judaïsme palestinien, définitivement dispersé par le Romain vainqueur en 70, ait dès lors cessé d'exister. Il a subi une épouvantable saignée : 1 100 000 morts, selon Flavius Josèphe [...] et 97 000 captifs, vendus sur les marchés à esclave ». Jules Isaac précise que s'il y a eu saignée, il n'y a pas eu dispersion dans la mesure où il a subsisté un judaïsme palestinien après l'an 70. La meilleure preuve apportée est qu'« en 132, sous le règne du grand empereur Hadrien, [eut lieu] l'explosion d'une deuxième guerre de Judée, aussi sanglante, aussi acharnée que la première (132-135). Pour avoir réalisé cet exploit, tenir en échec pendant trois ans les armées de l'immense empire romain, à l'époque de sa plus grande puissance, qui oserait le nier ? il fallait bien qu'il y eut, en Judée, plus qu'une poignée de rebelles. Le soulèvement des Juifs de Palestine fut d'une telle violence, d'une telle ampleur que « la terre entière en fut ébranlée », dit l'historien Dion Cassius ». Jules Isaac précise encore que si le pays est atrocement ravagé et que la population est décimée, le judaïsme palestinien persiste. « Dans les écoles de Jabné, puis d'Oucha, Sepphoris, Tibériade, c'est alors que la tradition orale est fixée par écrit, d'abord sous la forme de la Mischna, puis de son commentaire, la Guemara, le tout constituant le Talmud (dit de Jérusalem [...]). On n'imagine pas le travail talmudique poursuivi pendant des siècles dans un pays vidé de sa population juive. ». Jules Isaac cite l'apparition en Palestine en 135 de l'institution du Patriarche ou Ethnarque, « officiellement reconnu par les autorités romaines comme le chef religieux du judaïsme, et honoré comme un roi, selon le témoignage d'Origène. »

###### Pas de dispersion définitive, mais appauvrissement du judaïsme palestinien
La démonstration est ainsi faite que la diaspora du peuple juif n'a pas eu lieu en 70 et que cette affirmation est fausse. Jules Isaac va même plus loin : non seulement on peut dater la présence juive en Palestine en 135, mais on peut démontrer qu'« il n'y a jamais eu de dispersion définitive », le peuple juif se révoltant contre l'empereur chrétien Constance, puis contre l'empereur Justinien, puis contre les Byzantins en s'alliant aux Perses, puis contre les chrétiens en s'alliant aux arabes. « Au terme de cet exposé, écrit Jules Isaac, on est en droit de conclure : l'enseignement chrétien traditionnel selon lequel la dispersion d'Israël serait le châtiment de la Crucifixion et aurait eu lieu en l'an 70 du Ier siècle de l'ère chrétienne, cet enseignement traditionnel ne tient aucun compte des réalités historiques; il est démenti par l'Histoire, il n'est qu'un mythe théologique, sans le moindre fondement. »

#### Le peuple déicide

##### Contre les minorités juives dispersées en pays chrétiens, aucun thème n'a été plus nocif, plus meurtrier que celui du «peuple déicide»

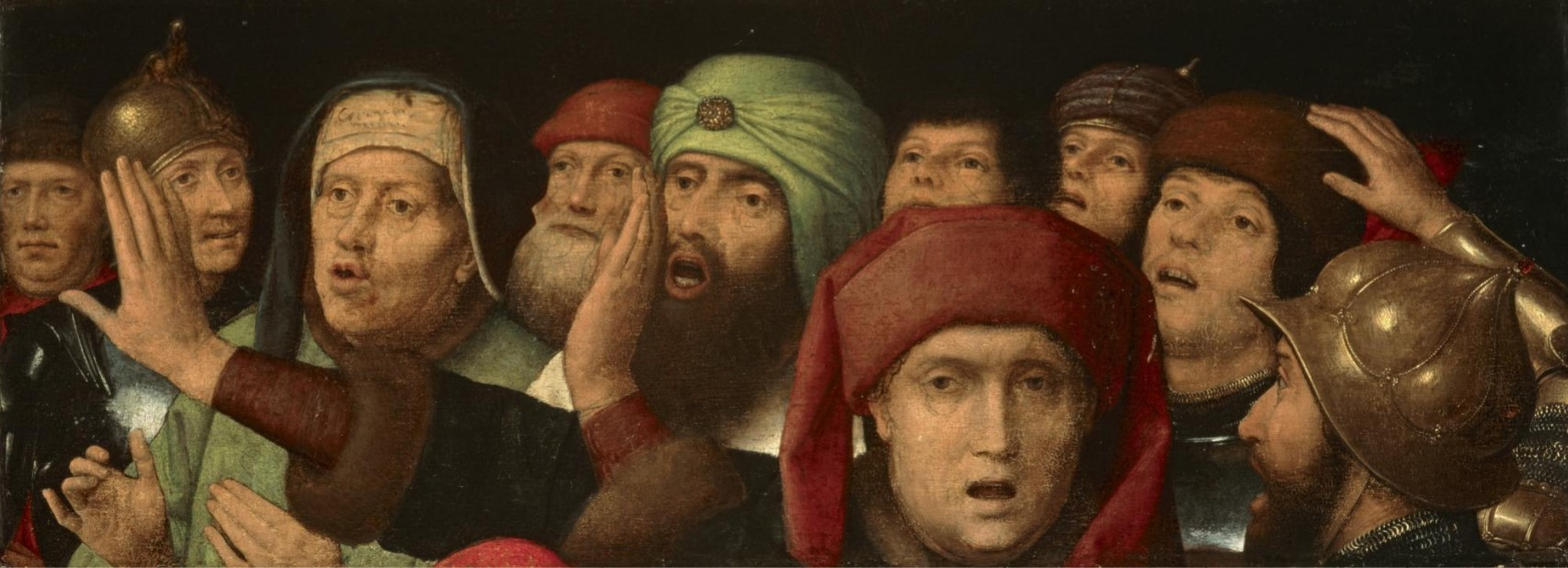
Hébreux et soldats romains se moquant de Jésus, détail d'un retable, H. Memling, v. 1435

Jules Isaac rappelle que la terrible accusation de peuple déicide est née « dans le triste climat des polémiques judéo-chrétiennes qui vont s'amplifiant aux Ier et IVe siècles, climat favorable aux pires calomnies. Ainsi apparait le thème du crime capital, d'Israël-Caïn, d'Israël-Judas, du peuple meurtrier, du peuple « déicide », désigné par cette épithète, à la fois flétrissante et absurde, à l'exécration du monde chrétien. » La réalité historique, les soldats romains exécuteurs, Ponce Pilate, le procurateur de Judée, laissent la place à la culpabilité exclusive du peuple juif.
Jules Isaac cite l'Épitre dite de Barnabé (Ier siècle), le Dialogue avec Tryphon de Justin Martyr (IIe siècle), ou encore l'un des plus anciens évangiles apocryphes, l'Évangile de Pierre, qui ne met en œuvre que les juifs dans la crucifixion. Jules Isaac va encore citer le pape Eusèbe, Grégoire de Nysse, Jean Chrysostome, et Augustin qui portent tous, dès le début de l'ère chrétienne, la culpabilité de la crucifixion sur le peuple juif.
Cette terrible accusation de peuple déicide s'est perpétuée jusqu'au XXe siècle. Jules Isaac cite d'abord L'année liturgique, de Dom Guéranger, qui a formé tant de catholiques de 1841 et qui a eu tellement d'éditions que les moines de Solesmes en ont publié aussi une nouvelle édition (1948-1952) : « Le spectacle d'un peuple entier imprégné de la malédiction pour avoir crucifié le Fils de Dieu donne à réfléchir aux chrétiens... Cette immense expiation d'un crime infini doit se continuer jusqu'aux derniers jours du monde. ». « La vengeance de Dieu fondra sans pitié sur cette race déicide. » écrivit le Révérend Père Prat, dans Jésus-Christ. Jules Isaac cite bien d'autres voix catholiques (Révérend Père Fessard, Pas nostra ; Léon Bloy, Le Salut par les Juifs ; Jean Guitton, Portrait de M. Pouget ; Giovanni Papini, Témoins de la Passion ; Pie XI, Encyclique Mit brennender Sorge, 1937 ; Jean Gaudemet, sous la direction de Gabriel le Bras, Histoire du Droit et des Institutions de l'Église en Occident, 1958), auxquelles répondent des voix protestantes (John Nelson Darby, Introduction à la Sainte Bible ; Gunther Dehn, Le Fils de Dieu ; Pasteur Jean Bosc, Réforme, no du 23 novembre 1946 ; déclaration de l'Église réformée évangélique de Bale ; Richard Wright, Black Boy) : toutes vont dans le sens de la criminalisation du peuple juif pour la crucifixion du Christ.
« L'enquête conduite par le Révérend Père Demann a montré que, vers 1950, la grande majorité des manuels d'enseignement catholique de langue française professait le thème du « peuple déicide » ou même de la « race déicide » (La catéchèse chrétienne et le peuple de la Bible, pages 122-123, 130, 160, 163, 167-168, 171) ».
Jules Isaac cite la pièce de Diego Fabbri (adaptation française par Thierry Maulnier), Procès à Jésus qui a été un grand succès théâtral à Paris durant toute l'année 1958, avec une représentation triomphale de 10 000 spectateurs à la fin de l'année au Cirque d'hiver en présence du Cardinal Feltin, archevêque de Paris. « après la représentation, les spectateurs se sont rendus en procession à Notre-Dame où ils ont assisté à la messe de l'Avent. »
Après cette énumération macabre d'une « tradition de mépris et de haine », Jules Isaac écrit : « Rendons du moins à l'Église romaine cette justice qu'elle n'est jamais allée pour sa part jusqu'au « génocide », qu'elle a toujours reconnu le droit du peuple juif à l'existence comme « peuple témoin », qu'elle s'est efforcée parfois de freiner les passions populaires (après avoir contribué par ses enseignements à les déchainer). Il était réservé à notre temps et au racisme allemand de dépasser toutes les atrocités anciennes et modernes, autodafés, massacres médiévaux, pogroms russes du XIXe siècle, et d'affirmer son éclatante supériorité à cet égard par les chambres à gaz et les fours crématoires. Mais le bouc émissaire est resté le même [...]. L'on est en droit de conclure : voilà où mène non pas le déicide, mais l'accusation chrétienne de déicide, mille et mille fois répétée, par des milliers de voix, pendant près de deux mille ans - accusation dont il est aisé de démontrer qu'elle est inique et sans fondement. ».